# أسلمة إيران
حدثت أسلمة إيران نتيجة الفتح الإسلامي لفارس وكانت عملية رُفض فيها الإسلام طويلًا، قبل أن تقبله تدريجيًا أغلبية السكان. لكن الإيرانيين حافظوا على تقاليد وأشياء معيّنة اعتادوها من قبل الإسلام، منها اللغة والثقافة، فواءموا بينهما وبين التقاليد الإسلامية، حتى تحقق الاندماج مكوِّنا الهوية «الإسلامية الإيرانية».
تغلغل الإسلام في ثقافة إيران وعلومها وسياستها، فغيرها تغييرا كبيرا: صار ازدهار أدب الفرس وفلسفتهم وطبّهم وفنّهم أساسًا للحضارة الإسلامية المتكوِّنة. بوجود بلاد فارس في «تقاطع ثقافي هائل» كهذا، وباندماج تراثها الحضاري وعمره آلاف السنين، صارت رائدة لِما عُرف باسم العصر الذهبي للإسلام.

## الثقافة الإيرانية بعد الإسلام

### السياسات الفارسية بعد الفتح الإسلامي
بعد الفتح الإسلامي للإمبراطورية الساسانية، في عهد الدولة الأموية الذي استمر 90 سنة، حاول الغزاة العرب فرض اللغة العربية على الشعب الخاضع في جميع أنحاء مملكته. لم يرضَ الحجاج بن يوسف عن هيمنة اللغة الفارسية على الديوان، فأمر بأن تكون العربية هي اللغة الرسمية للأراضي المفتوحة، وفرض هذا بالقوة أحيانًا.
بدأت روايات عن قمع الأمويين العنيف للثقافة الفارسية تظهر بعد قرنين ثلاثة من سقوطهم، في كتابات أبو الفرج الأصفهاني وأبو الريحان البيروني.
لكن بعد عهد الأمويين، حكم إيران حكام جمعوا بين الحض على الإسلام ودعم لغات الفرس وعاداتهم وتشريعها. وفوق هذا كان بين الفرس وقادة العرب اتصال وثيق، ولا سيما في عهد السامانيين الذين دعموا إحياء الفارسية أكثر من البُوَيْهيين والصَّفَاريين، مع مواصلة دعم العربية بشكل كبير.
يرى عدة مؤرخين أن الأمويين رسّخوا مفهوم «الذِّمة» وثبّطوا دخول الذميين في الإسلام، لتحصيل مزيد من الضرائب منهم لمصلحة المجتمع العربي المالية. كان الإسلام في عهد الأمويين مرتبطًا بالهوية العرقية العربية، ولزم اعتناقه ارتباط رسمي بقبيلة عربية وأن يكون الشخص من الموالي. احتج الوُلاة حين سن الخليفة قوانين تسهِّل اعتناق الإسلام، حارمًا الولايات من الإيرادات. من أبرز الزرادشتيين (المجوس) الذين أسلموا: عبد الله بن المقفع، وفضل بن سهل، ونوبخت الأهوازي.

### سياساتالأسلمة
في العصر العباسي اللاحق تحرر الموالي، وتغير الاتجاه السياسة، فبعد أن كان الهدف إمبراطورية أساسها العرب، صار الهدف إمبراطورية إسلامية شاملة، واشتُرط لعامل الديوان أن يكون مسلمًا. امتازت المرحلتان بهجرات كبيرة للقبائل من شبه الجزيرة العربية إلى الأراضي المفتوحة.
بعد فتح فارس، أبدى المسلمون إنصافا وتسامحا دينيا كبيرين نسبيا لمن قبلوا الحكم الإسلامي بلا مقاومة. لكن المقاومة عموما لم تُقمع في إيران إلا في عام 650. كانت وتيرة اعتناق الإسلام -لمزاياه- سريعة بين سكان الحضر، بطيئة بين الفلاحين والدَّهَاقين (رؤساء القرى). لم يصبح للإسلام الغلبة في إيران إلا في القرن التاسع. ومَن أسلم من مُلاك الأرضي مُنح مزيدا منها. عُد الزرادشتيون في عهد الخلفاء الراشدين من الذميين، وفُرضت عليهم جزية سنوية، لكنهم تُركوا وشأنهم أحيانًا، وإن اختلف هذا من منطقة إلى أخرى. 
قبل الفتح كان أغلب الفرس زرادشتيين (مجوسيين).
مَن اشتغل منهم بصنعة أو حرفة قَبِل الإسلام بسهولة، لأن العقيدة الزرادشتية ترى أن الحِرَف التي تشوَّه فيها النار تدنِّس العامل بها. لم يصعُب على دعاة الإسلام شرح دينهم للزرادشتيين، لتشابُه العقيدتين. يرى المستشرق توماس ووكر أرنولد أن الفارسي وجد أهورامزدا (إله الخير الزرادشتي) وأهريمان (إله الشر) في الله وإبليس على الترتيب. منح ولاة المسلمين مكافآت على حضور صلاة الإسلام أحيانًا، حضًّا على اعتناقه، وأباحوا تلاوة القرآن بالفارسية بدل العربية، ليفهمه الكل. لاحقا نشر السامانيون -المتحدِّرة جذورهم من طبقة النبلاء الكهنوتية الزرادشتية- الإسلام السني والثقافة الفارسية الإسلامية في أعماق آسيا الوسطى. ظهرت أول ترجمة قرآنية فارسية كاملة في عهد السامانيين في القرن التاسع. 
كان لصعود سلالات حاكمة مسلمة إيرانية أثر كبير في الدين -على حد ما قاله السيد حسين نصر-، فتلك السلالات التزمت لغة فارس وبعض قِيَمها الثقافية، وواءمت بينها وبين الإسلام. 

### الشعوبيةوتفريس السياسات
صحيح أن الفرس اعتنقوا دين غُزاتهم، لكنهم على مر القرون عكفوا على حماية لغتهم وثقافتهم وإحيائهما، في عملية تُدعى «التفريس». شارك في هذه المحاولة العرب والأتراك. 
في القرن التاسع والعاشر أنشأ عُجْم الأمّة حركة اسمها «الشعوبية» من جرّاء وضع العرب المتميز. كان معظمها من الفرس، لكن وُثِّق وجود مصريين وبرابرة وآراميين فيها. كان أساسها مساواة الإسلام بين جميع الأعراق والشعوب، وهدفها الرئيس حفظ ثقافة الفرس وحماية هويتهم في إطار إسلامي. كانت من جراء التعريب المتزايد للإسلام في القرون الأولى. أبرز آثارها: حماية اللغة الفارسية إلى يومنا هذا.
فوق ذلك شن العباسيون حملة موالية للإيرانيين ضد الأمويين، لاستمالة الفرس وكسب تأييدهم. وبعد ترسيخ دعائم خلافتهم، أباحوا العطلات التي من قبيل «النَّوروز»، بعدما قمعها الأمويون عقودًا. وروّجوا اللغة الفارسية، ولا سيما المأمون. 
كانت سلالة الحكام السامانية أول سلالة فارسية تحكم إيران بعد الفتح الإسلامي، وساعدت على إحياء الثقافة الفارسية. في عهد السامانيين وُلد الرُّودكي (أول شاعر فارسي بارز منذ وصول الإسلام)، ونال ثناء خلفائهم. أحيا السامانيون أيضًا عديدًا من الأعياد الفارسية القديمة. خلَفهم الغَزْنَويون، وهم من أصل أفغاني غير إيراني، لكن كان لهم دور كبير في إحياء الفارسية.
شابههم في موقفهم هذا الحكام البويهيون، إذ حاولوا إحياء عديد من العادات والتقاليد الساسانية، بل إنهم جعلوا لحكامهم لقب «شاهَنْشاه» الفارسي القديم الذي يعني: ملك الملوك. 
بعد صعود الصفويين، جعلوا المذهب الشيعي مذهب إيران الرسمي، وفرضوه على أغلبية سكانها. 

## الأثر الإيراني في حضارة الإسلام وثقافته
قال برنارد لويس: 
«تأسلمت إيران بلا شك، لكنها لم تُعرَّب، وظل الفرس فرسًا. وبعد سكون مؤقت، ظهرت من جديد عنصرًا مميزا قائما بذاته في العالم الإسلامي، وفي النهاية أضافت عنصرا جديدا إلى الإسلام نفسه، وساهمت في حضارته دينيا وثقافيا وسياسيا مساهمة كبيرة جدا. للإيرانيين بصمة تُرى في كل مجال ثقافي، حتى في الشعر العربي، فقد ساهم في نَظْمه شعراء من أصول إيرانية. الإسلام الإيراني ظهور ثان للإسلام نفسه، إسلام جديد يشار إليه أحيانا بـ «إسلام العجم». هذا هو الإسلام الذي فتح مناطق جديدة وجذب مزيدًا من الناس، لا الإسلام العربي الأصلي: يقال هذا عن الهند بلا شك، كما يقال عن الترك، في آسيا الوسطى أولا، ثم في الشرق الأوسط بالبلد المدعوة حاليا تركيا. الأتراك العثمانيون نشروا صورة من صور الحضارة الإيرانية حتى أوصلوها إلى أبواب فيينا».
كان للفرس أثر كبير في غُزاتهم. تبنى الخلفاء عدة أساليب إدارية ساسانية، مثل سكّ العملات والوزارة والديوان (نظام حكومي لجمع الضرائب ودفع الرواتب). ومعروف أن الخلفاء العباسيين احتذوا بالساسانيين في إدارتهم ومراسمهم وأزيائهم المَحكمية. وأما العمارة الإسلامية، فكان للفرس -ولا سيما الساسانيين- أثر كبير فيها.